# Gabriela Firea
Gabriela Firea (nascida Gabriela Vrânceanu, 13 de julho de 1972) é uma jornalista e política romena que é ex prefeita de Bucareste.
Nascida em Bacau, trabalhou em rádios, jornais e televisão, incluindo, como apresentadora. Membro do Partido Social-Democrata, foi eleita para o Senado romeno em 2012.
Ela foi a primeira mulher eleita prefeita de Bucareste.